# Pedro de Alarcón
Pour les articles homonymes, voir Alarcon.
Pedro Antonio de Alarcón y Ariza, né le 10 mars 1833 à Guadix et mort le 19 juillet 1891 à Madrid, est un écrivain et homme politique espagnol.
C'est l’une des figures les plus célèbres du réalisme au sein de la littérature espagnole.

## Biographie
Pedro Antonio de Alarcón est un écrivain dont, comme ses personnages, les idées ont évolué de libérales et révolutionnaires vers des positions plus traditionnelles. 
Il entame des études de droit, qu’il abandonne assez rapidement pour commencer des études ecclésiastiques auxquelles il renonce en 1853 pour aller à Cadix fonder le journal El Eco de Occidente.
Alarcón écrit depuis son adolescence ; il a écrit son premier roman el final de Norma à l’âge de 18 ans, donc en 1851, mais le livre ne fut publié jusqu’en 1855. Ses préoccupations  politiques l’amènent à intégrer le groupe appelé la Cuerda Granadina.
En 1854, il part à Madrid, où il crée un journal satirique d’orientation antimonarchique, républicaine et révolutionnaire, appelé El látigo.
En 1857, il écrit El hijo pródigo. Durant la même année, il commence à publier  des récits de voyages dans la revue madrilène El Museo Universal. Plus tard, il participe à la guerre d'Afrique comme soldat et journaliste. Il raconte non seulement tout ce qui se passe au sein de la campagne militaire, mais aussi ce qui lui arrive personnellement dans des articles compilés en 1859 dans un livre intitulé  Diario de un testigo de la guerra de África. Ce livre est particulièrement apprécié pour sa description détaillée de la vie militaire.
En 1865, il se marie à Grenade avec Paulina Contreras Rodriguez ; il aura cinq enfants dont quatre mourront lors de la guerre civile à Madrid.
Pedro A. de Alarcón a été député, sénateur et ambassadeur en Norvège et en Suède. En 1875, sous Alfonse XII, il occupe le poste de conseiller d’état. Il est membre de la Real Academia de la Lengua  española depuis 1877.  
Vers 1887, il se condamne au silence, convaincu de n’avoir plus rien à offrir au courant littéraire auquel il appartient. 

## Trajectoire littéraire

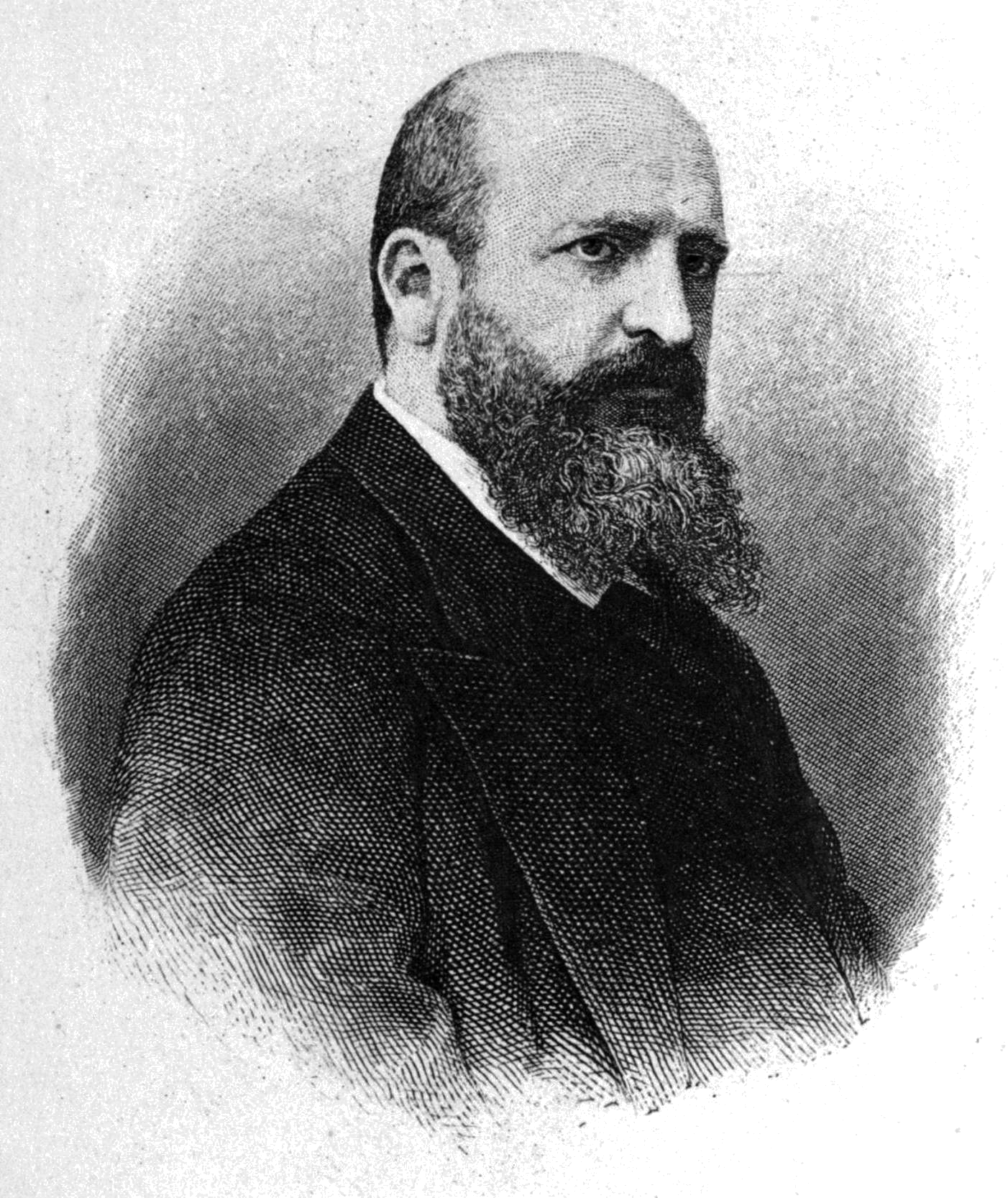
Pedro Antonio de Alarcón

En 1855, il publie son premier roman El final de Norma. Vers 1852, il écrit des récits brefs de caractère romantique, la majorité étant inspirée de la culture andalouse. Dans le roman Le Clou (El Clavo, 1853), premier roman policier écrit en espagnol, on peut apprécier l’influence de l’auteur américain Edgar Allan Poe. D’ailleurs, comme Poe, il écrit plusieurs contes fantastiques de terreur, dont le plus connu est L'Ami de la mort (El amigo de la muerte, 1882).
De 1860 à 1874, il publie des livres de voyages tels Diario de un testigo de la Guerra de África (1859), De Madrid a Nápoles (1861) et La Alpujarra (1873). En 1874, il publie son œuvre la plus célèbre Le Tricorne (El sombrero de tres picos), qui représente une nouvelle vision sur le thème de l’abus de pouvoir. En effet, dans ce roman, il parle du triomphe des pauvres face à l’abus de pouvoir des autorités. En 1919, Manuel de Falla composera un ballet en un acte intitulé Le Tricorne, chorégraphié par Léonide Massine, dans des décors et costumes de Pablo Picasso, dont l'argument est tiré de ce roman. 
Dès lors, la célébrité de ce texte ne s'est pas démentie. Comme le dit Daniel-Henri Pageaux : « El sombrero de tres picos est non seulement une exception, sinon un miracle[…] Alarcón veut faire participer le lecteur à son double exotisme ; un Ancien Régime qui nous renvoie à Goya et à Ramón de la Cruz et une Andalousie souriante, spirituelle sans être vulgaire, joyeuse sans être sensuelle. Et finalement l’ironie du conteur fait que le lecteur est complice d’une situation délectable ». Ce roman sera également adapté au cinéma, en 1955, par Mario Camerini sous le titre La Bella mugnaia (Par-dessus les moulins).
En 1871 paraît son premier essai théâtral, El niño pródigo.
En 1875, il publie Le Scandale (El escándalo), œuvre dans laquelle le thème religieux s’unit à la critique sociale. Plus tard, il publie El niño de la bola (1878) et La Prodige (La Pródiga, 1880). En 1881, il propose le roman d’aventures El capitán Veneno.
Pedro Antonio de Alarcón est un auteur respecté par ses contemporains. Dans ses œuvres, l’action est continue et l’approche socio-temporelle est d’un style réaliste. Cependant, ses personnages sont des exemples de personnages romantiques, ce qui lui permet d’introduire des leçons de morale.

## Œuvre

### Romans
- (es) Pedro Antonio de Alarcón, El final de Norma : novela, 1855 (lire en ligne)
- (es) Pedro Antonio de Alarcón, El sombrero de tres picos, 1874 (lire en ligne) Un tricorne, traduit par Max Deleyne, Paris, Flammarion, 1891 Le Tricorne, traduit par Michel Déon, illustrations de Salvador Dali, Monaco, Éditions du Rocher, 1959 Le Tricorne, traduit par Jean Babelon, illustrations d'Alexis Hinsberger, Paris, éditions S.E.R.G., 1967 Le Tricorne, traduit par Paul Maurin, Paris, Éditions Sillage, 2011  (ISBN 978-2-916266-83-1)
- (es) Pedro Antonio de Alarcón, El escándalo, 1875 (lire en ligne) Le Scandale, traduit par A. Fournier, Paris, Hachette, 1890
- (es) Pedro Antonio de Alarcón, El niño de la bola, 1878
- (es) Pedro Antonio de Alarcón, La pródiga, Biblioteca Universitaria. Biblioteca de la Universidad de Alicante, 1880 (lire en ligne) La Prodige, traduit par Max Deleyne, Paris, Hachette, 1893
- (es) Pedro Antonio de Alarcón, El capitán Veneno, 1881

### Journaux de voyage
- (es) Pedro Antonio de Alarcón, Diario de un testigo de la Guerra de África, t. I, Biblioteca Universitaria, 1859 (lire en ligne)
- (es) Pedro Antonio de Alarcón, De Madrid a Napolés, Ed. facsímil. Original : Madrid, Ediciones Fax, 1861 (lire en ligne)
- (es) Pedro Antonio de Alarcón, La Alpujarra : sesenta leguas a caballo precedidas de seis en diligencia, 1874 (lire en ligne)
- (es) Pedro Antonio de Alarcón, Viajes por España, Biblioteca Universitaria, 1883 (lire en ligne)

### Autres textes
- (es) Pedro Antonio de Alarcón, El clavo, 1853 (lire en ligne) Le Clou, traduit par Marcel Mélandre, édition bilingue, Paris, Payot, 1932 Le Clou, traduit par Erich Fisbach, Paris, Alfil, coll. « Nouvelles et contes » no 14, 1993  (ISBN 2-84099-013-X)
- (es) Pedro Antonio de Alarcón, Cosas que fueron : cuadros de costumbres, Ed. facsímil. Original : Madrid, Ediciones Fax, 1871 (1re éd. 1943) (lire en ligne) Souvenirs d'autrefois, traduit par Jean Monfort, Éditions Kindle, 2019
- (es) Pedro Antonio de Alarcón, Cuentos amatorios, Biblioteca Universitaria, 1881 (lire en ligne)
- (es) Pedro Antonio de Alarcón, Historietas nacionales, Biblioteca Universitaria, coll. « Austral », 1881 (lire en ligne)
- (es) Pedro Antonio de Alarcón, Narraciones inverosímiles, Ed. facsímil. Biblioteca Universitaria. Biblioteca de la Universidad de Alicante - Original : Madrid, Sucesores de Rivadeneyra, 1881 (lire en ligne)
- (es) Pedro Antonio de Alarcón, Dos ángeles caídos y otros escritos olvidados (lire en ligne)
- (es) Pedro Antonio de Alarcón, El amigo de la muerte : cuento fantástico, 1882 (lire en ligne) L'Ami de la mort, traduit par Isabelle Clémençot, Paris, Retz/F.M. Ricci, coll. « La Bibliothèque de Babel » no 12, 1981 ; réédition, Paris, Éditions Sillage, 2025  (ISBN 978-2-38141-079-1)
- (es) Pedro Antonio de Alarcón, El año en Spitzberg, Biblioteca Universitaria, 1882 (lire en ligne)
- (es) Pedro Antonio de Alarcón, La Comendadora, 1882 (lire en ligne)
- (es) Pedro Antonio de Alarcón, El extranjero, 1882 (lire en ligne)
- (es) Pedro Antonio de Alarcón, Historia de mis libros, Ed. facsímil. Original : Madrid, Ediciones Fax (1re éd. 1943) (lire en ligne) Histoire de mes livres, traduit par Carmen María Matías López et Philippe Campillo, Saint-André-Lez-Lille, Éditions Carmen Maria Matías López-Philippe Campillo, 2014
- (es) Pedro Antonio de Alarcón, Juicios literarios y artísticos (lire en ligne)
- (es) Pedro Antonio de Alarcón, Juicios literarios y artísticos (lire en ligne)
- (es) Pedro Antonio de Alarcón, Juicios literarios y artísticos, Ed. facsímil. Biblioteca Universitaria. Biblioteca de la Universidad de Alicante. Original : Madrid, Est. Tip. Sucesores de Rivadeneyra (1re éd. 1900) (lire en ligne)
- (es) Pedro Antonio de Alarcón, Lo que se oye desde una silla del Prado, Biblioteca Universitaria (lire en ligne)
- (es) Pedro Antonio de Alarcón, Moros y cristianos, Biblioteca Universitaria (lire en ligne)
- (es) Pedro Antonio de Alarcón, La mujer alta : cuento de miedo (lire en ligne)
- (es) Pedro Antonio de Alarcón, Los ojos negros (lire en ligne)
- (es) Pedro Antonio de Alarcón, Los seis velos (lire en ligne)
- (es) Pedro Antonio de Alarcón, Soy, tengo y quiero (lire en ligne)
- (es) Pedro Antonio de Alarcón, Últimos escritos, Biblioteca Universitaria (lire en ligne)